# San hô đen
San hô đen, còn gọi là san hô gai hay Antipatharia, là một bộ san hô nước sâu mềm. Những loài san hô thuộc bộ này có thể được nhận biết bởi bộ xương kitin màu đen tuyền hoặc nâu sẫm, bao quanh bởi các polyp (một phần của san hô còn sống). San hô đen phân bố trên toàn cầu, có thể sống ở hầu hết mọi vị trí và độ sâu, ngoại trừ vùng nước lợ. Tuy nhiên, chúng xuất hiện phổ biến nhất ở rìa lục địa có độ sâu lớn hơn 50 m (164 ft). San hô đen sinh sản cả theo hình thức hữu tính lẫn vô tính trong suốt cuộc đời. Nhiều loài san hô đen cung cấp chỗ ở, nơi trú ẩn và thức ăn cho các loài động vật khác.
San hô đen ban đầu được phân loại là thuộc về lớp phụ Ceriantipatharia, cùng với ceriantharia (hải quỳ sống trong ống), về sau mới được xếp vào lớp Hexacorallia. Từ xưa, cư dân trên các đảo Thái Bình Dương đã sử dụng chúng để chữa bệnh hoặc cúng tế lễ nghi, song hiện nay thì công dụng duy nhất của chúng là làm đồ trang sức. Về mặt quần thể, số lượng san hô đen đang ngày càng suy giảm, được cho là sẽ tiếp diễn do ảnh hưởng của nạn săn trộm, axit hóa đại dương và biến đổi khí hậu.

## Tên gọi
Dù được đặt tên theo bộ xương đen với cấu tạo từ protein và kitin, san hô đen hiếm khi có màu đen. Tùy theo từng loài, dạng sinh vật này có thể có màu trắng, đỏ, xanh lá cây, vàng hoặc nâu. San hô đen cũng được gọi bằng một số cái tên khác; chẳng hạn như cái tên phổ biến hơn là san hô gai, bắt nguồn các gai cực nhỏ dọc theo khung xương.
Danh pháp Antipatharia xuất phát từ tiếng Hy Lạp cổ đại antipathes ("chống lại bệnh tật"). Trong tiếng Hawaii, san hô đen được gọi là ʻēkaha kū moana ("cây bụi cứng mọc ở biển"); đây đồng thời cũng là một biểu tượng chính thức của bang Hawaii. Tên gọi của bộ này trong tiếng Mã Lai là akah bahar ("gốc của biển"), có lẽ bắt nguồn từ quan sát rằng chúng thường phát triển ở độ sâu thiếu ánh sáng.

## Phân loại
Trong lịch sử, san hô đen rất khó được phân loại một cách xác đáng do các mẫu vật chất lượng kém. Hơn nữa, chúng sở hữu rất ít đặc trưng về hình thái. Hai nhà động vật học người Pháp Henri Milne-Edwards và Jules Haime lần đầu ghi nhận san hô đen vào năm 1857, theo đó họ xếp toàn bộ những loài được phát hiện vào họ Antipathidae. Từ năm 2001 đến năm 2006, các nhà sinh vật biển Dennis Opresko và Tina Molodtsova đã giúp chuyển đổi hệ thống phân loại thành như ngày nay. Một nghiên cứu phát sinh loài năm 2007 đã xác nhận hệ thống phân loại mới.
San hô đen được quy cho bộ Antipatharia, phân ra làm 7 họ, 44 chi và 280 loài riêng biệt. Các họ bao gồm Antipathidae, Aphanipathidae, Cladopathidae, Leiopathidae, Myriopathidae, Schizopathidae và Stylopathidae. Một số đặc điểm để phân biệt giữa san hô đen và các loại san hô khác là màu sắc, bộ xương linh hoạt, và sự thật rằng chúng hầu như không được bảo vệ khỏi trầm tích. Mọi loài san hô đen đều sở hữu polyp nhỏ hoặc trung bình và một bộ xương kitin, phủ hàng gai nhỏ.

### Họ san hô đen
Danh sách họ theo Cơ sở dữ liệu sinh vật biển:
- Họ Antipathidae Ehrenberg, 1834
  - Allopathes Opresko & Cairns [fr; sv], 1994
  - Antipathes Pallas, 1766
  - Cirrhipathes de Blainville, 1830
  - Hillopathes van Pesch, 1914
  - Pseudocirrhipathes Bo và đồng nghiệp, 2009
  - Pteropathes Brook, 1889
  - Stichopathes Brook, 1889
- Họ Aphanipathidae Opresko, 2004
  - phân họ Acanthopathinae Opresko, 2004
    - Acanthopathes Opresko, 2004
    - Distichopathes Opresko, 2004
    - Elatopathes Opresko, 2004
    - Rhipidipathes Milne-Edwards & Haime, 1857

  - phân họ Aphanipathinae Opresko, 2004
    - Aphanipathes Brook, 1889
    - Asteriopathes Opresko, 2004
    - Phanopathes Opresko, 2004
    - Pteridopathes Opresko, 2004
    - Tetrapathes Opresko, 2004
- Họ Cladopathidae Kinoshita, 1910
  - phân họ Cladopathinae Kinoshita, 1910
    - Chrysopathes Opresko, 2003
    - Cladopathes Brook, 1889
    - Trissopathes Opresko, 2003

  - phân họ Hexapathinae Opresko, 2003
    - Heteropathes Opresko, 2011
    - Hexapathes Kinoshita, 1910

  - phân họ Sibopathinae Opresko, 2003
    - Sibopathes Van Pesch, 1914
- Họ Leiopathidae Haeckel, 1896
  - Leiopathes Haime, 1849
- Họ Myriopathidae Opresko, 2001
  - Antipathella Brook, 1889
  - Cupressopathes Opresko, 2001
  - Myriopathes Opresko, 2001
  - Plumapathes Opresko, 2001
  - Tanacetipathes Opresko, 2001
- Họ Schizopathidae Brook, 1889
  - Abyssopathes Opresko, 2002
  - Alternatipathes Molodtsova & Opresko, 2017
  - Bathypathes Brook, 1889
  - Dendrobathypathes Opresko, 2002
  - Dendropathes Opresko, 2005
  - Lillipathes Opresko, 2002
  - Parantipathes Brook, 1889
  - Saropathes Opresko, 2002
  - Schizopathes Brook, 1889
  - Stauropathes Opresko, 2002
  - Taxipathes Brook, 1889
  - Telopathes MacIsaac & Best, 2013
  - Umbellapathes Opresko, 2005
- Họ Stylopathidae Opresko, 2006
  - Stylopathes Opresko, 2006
  - Triadopathes Opresko, 2006
  - Tylopathes Brook, 1889

## Đặc điểm

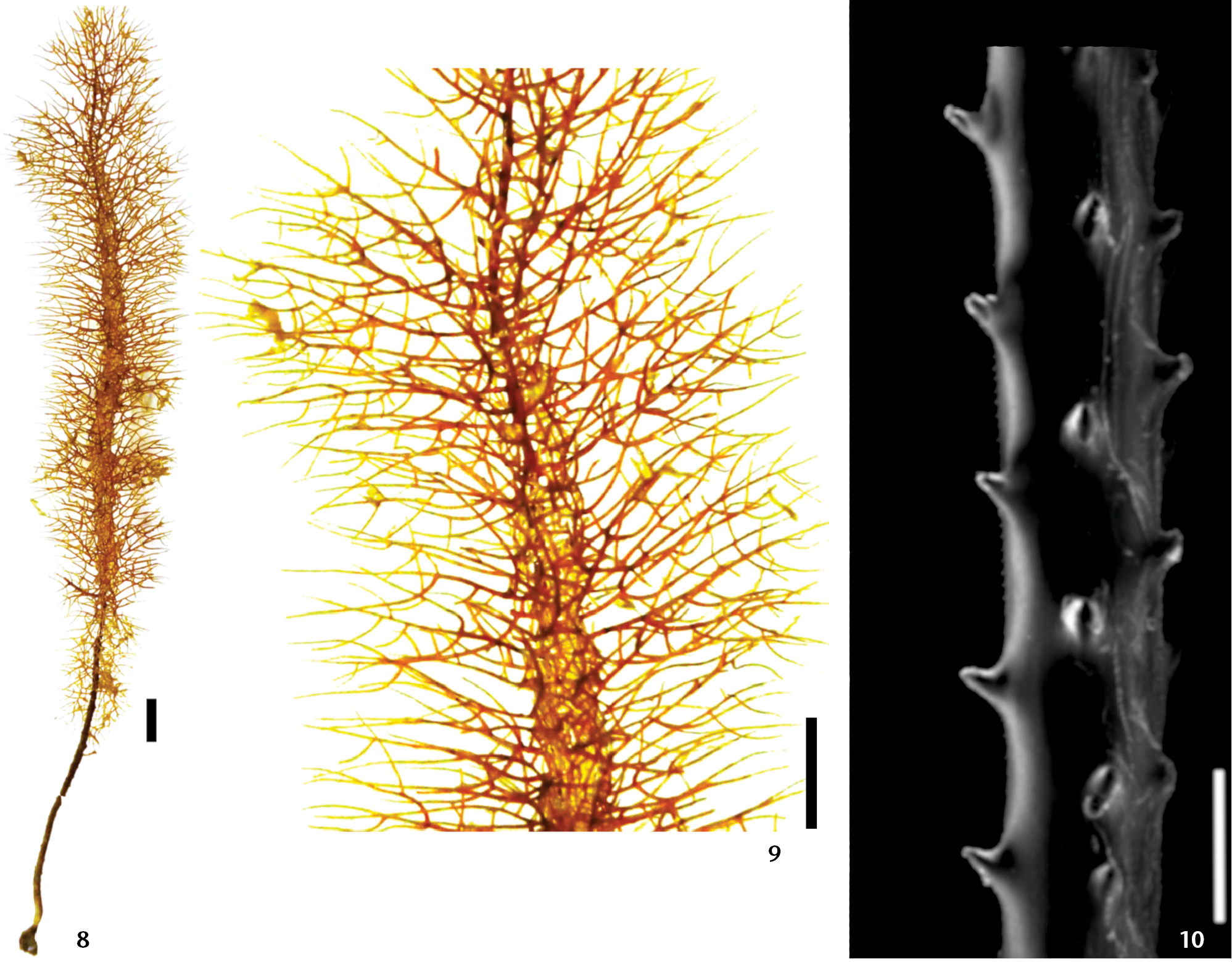
Một mẫu san hô bên cạnh bộ xương của nó, cho thấy những chiếc gai cực nhỏ dọc theo phần thân

Bộ xương phát triển của bộ san hô này mọc theo nhiều kiểu đặc trưng, chẳng hạn như roi, cây, quạt hoặc cuộn. Những khối u có kích thước từ 10 đến 300 cm (3,94 đến 118 in), dù vậy có thể nhỏ tới 1 mm (0,0394 in). Bộ xương cũng được lót bằng những chiếc gai nhỏ. Chúng có kích cỡ khoảng 0,5 mm (0,0197 in) với kích thước, chiều dài, tỷ lệ và độ sắc nét đa dạng. Một lớp "vỏ cây" hình thành xung quanh bộ xương khi san hô phát triển. Các polyp sống bên trong vỏ cây này có kích thước nhỏ hơn 2 mm (0,0787 in), sền sệt và có sáu xúc tu (giống san hô cứng và khác san hô mềm, có tám xúc tu). Các polyp này có thể mang gần như mọi màu sắc. Một số loài san hô cũng có "xúc tu quét", có thể dài tới 15 mm (0,591 in). Cho dù các polyp riêng lẻ có thể là đực hoặc cái, toàn bộ cụm san hô thường là lưỡng tính.
Không như đại đa số các loài san hô khác, san hô đen không được bảo vệ khỏi vật liệu mài mòn như cát và đá. Chúng có thể tạo ra chất cặn làm rách mô mềm, dẫn đến tử vong. Tuy nhiên, việc sống gần khe nứt trên đá đã bảo vệ phần lớn cơ thể san hô.

## Sinh thái

### Môi trường sống

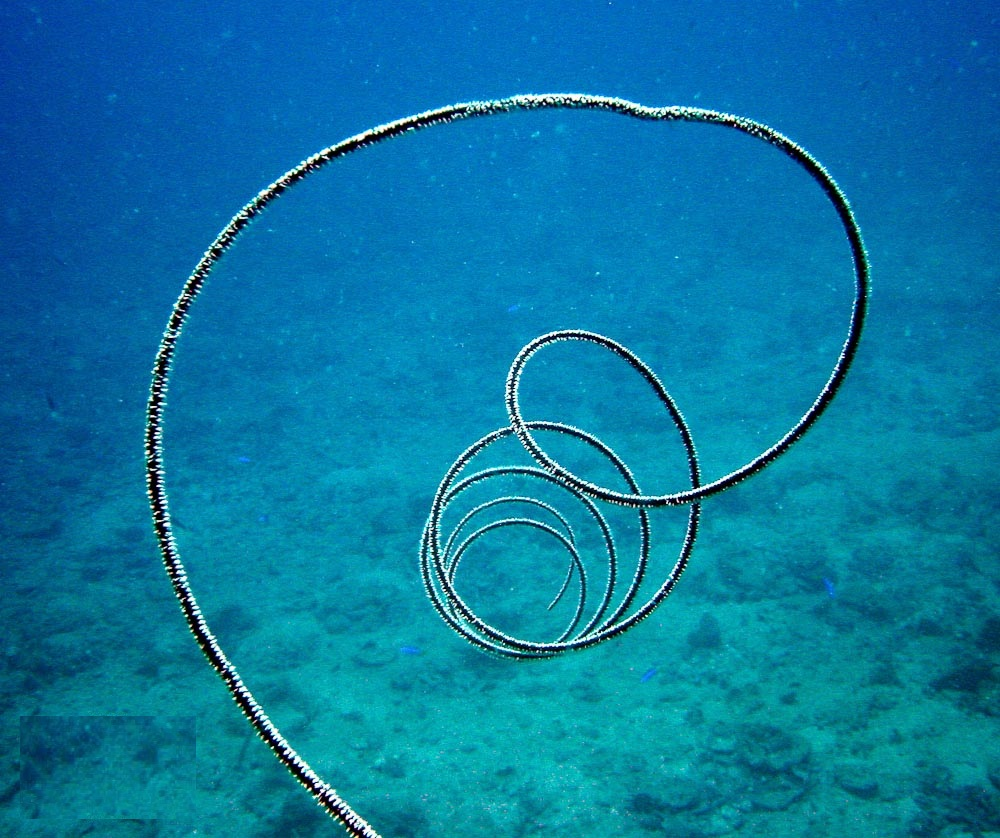
San hô Cirrhipathes hay còn gọi là san hô dây

San hô đen xuất hiện trên khắp các đại dương từ mặt biển xuống đáy biển, mặc dù gần 75% số loài chỉ được tìm thấy ở độ sâu dưới 50 m (164 ft). Chúng có thể sinh sống ở những khu vực có độ mặn kém, song chưa được quan sát ở vùng nước lợ. San hô đen sinh sống trên rạn san hô và có thể góp phần xây dựng rạn tổng thể, nhưng cũng thường có mặt dưới dạng từng cụm đơn độc trên các mỏm đá nhô ra ngoài. Hầu hết cá thể san hô đen cần một bề mặt cứng để đứng vững. Chúng sẽ thường xuyên phát triển khi dòng chảy dưới biển chảy qua, nhờ đó ăn được động vật phù du nhỏ bị cuốn qua. Vì dòng hải lưu có lợi cho san hô, chúng thường sẽ mọc trên hoặc bởi các cấu trúc địa lý gây ra dòng chảy, chẳng hạn như rìa lục địa, vách đá, hang động hoặc cao nguyên ngầm. Sự phân bố loài của san hô đen chưa được hiểu rõ, và trong khi nhiều loài san hô đen ở biển sâu có sự phân bố lớn, các nghiên cứu gần đây đã chỉ ra rằng các loài san hô đen cạn - chẳng hạn như Antipathes grandis - có thể được tìm thấy trong phạm vi trải dài từ Ấn Độ Dương đến Thái Bình Dương.

### Chế độ ăn
San hô đen là loài ăn thịt, polyp cho phép chúng ăn hầu hết động vật phù du. Các polyp của loài cnidaria có một đĩa miệng ở trung tâm, dùng làm miệng cho san hô. Đĩa được bao quanh bởi các xúc tu nhằm chích và tiêu hóa thức ăn. Để bắt động vật phù du, nhiều loài san hô có hình quạt, và có thể bắt gần như cùng một số lượng động vật mà không tốn năng lượng qua đó giữ cho các khối polyp không cần thiết sống sót.

### Động vật săn mồi

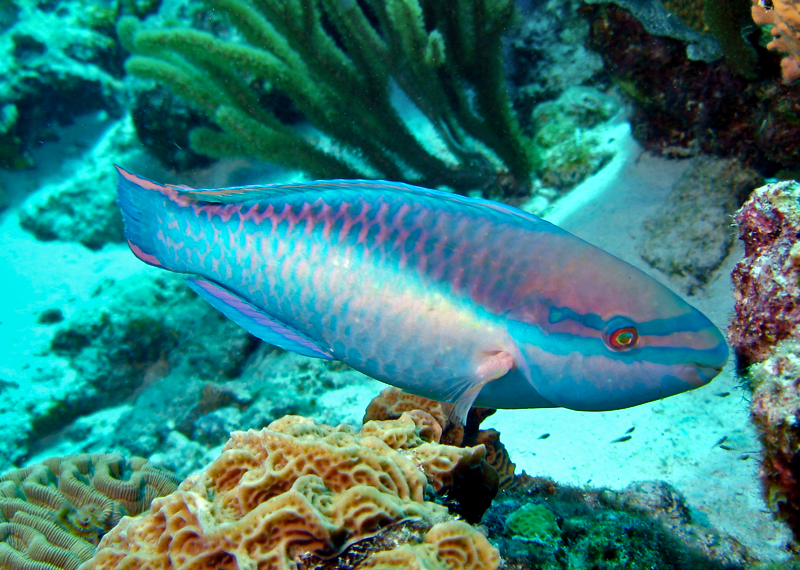
Một con cá vẹt công nương, một trong số ít loài ăn thịt san hô đen

Động vật ăn thịt có xương sống không phải là mối đe dọa lớn đối với san hô đen. Có một số báo cáo hiếm hoi về việc cá vẹt và cá bướm có thể gặm nhấm và ăn polyp của san hô đen, nhưng ngay cả khi một polyp bị gặm ra thì cũng không ảnh hưởng đến san hô. Bộ xương của san hô đen cứng và trơ, với cấu tạo protein và kitin, do đó gần như không ăn được. Mặc dù bộ xương san hô đen đã được tìm thấy trong dạ dày rùa biển xanh và cá mập, những sự cố dạng này rất hiếm. Vì vậy, san hô đen có thể không phải là thành phần chính trong khẩu phần ăn của động vật có xương sống.
Tuy nhiên, các động vật không xương sống như muricid và ovulid thường xuyên ăn san hô đen và các loại tương tự. Những loài nhuyễn thể này bắt chước các polyp mà san hô thường ăn và bị hút vào bên trong san hô. Sau đó chúng sẽ tiêu khối polyp từ trong ra ngoài. Nhiều loài nhuyễn thể khác nhau, chẳng hạn như Coralliophila kaofitorum và Phenacovolva carneptica chỉ sống ở khu vực có nhiều loài san hô đen khác nhau, cho thấy chúng chỉ săn loại này.

### Ảnh hưởng
San hô đen trên khắp thế giới cung cấp một môi trường độc đáo cho các loài giáp xác, hai mảnh vỏ và cá. Một số loài, chẳng hạn như Dascyllus albisella và Centropyge potteri sống trên cây san hô. Do sự phong phú về chủng loại, sự săn mồi vào ban đêm xung quanh các thảm san hô đã được phát hiện.

## Vòng đời và sinh sản
Do vòng đời chậm và môi trường sống ở nước sâu của san hô đen, không nhiều điều được biết về vòng đời và sự sinh sản của chúng. Cũng như các loài cnidaria khác, vòng đời của bộ san hô này gồm cả sinh sản vô tính và hữu tính. Sinh sản vô tính là phương pháp sinh sản đầu tiên được sử dụng bởi san hô đen trong suốt vòng đời của chúng. Khi một polyp được gắn vào, nó sẽ xây dựng một quần thể bằng cách tạo ra một bộ xương, phát triển các nhánh mới và khiến nó dày hơn, tương tự như sự phát triển của một cái cây. Phương pháp phát triển này tạo ra các "vòng sinh trưởng" có thể được sử dụng để ước tính tuổi của một cụm san hô. Sinh sản vô tính cũng có thể xảy ra nếu một nhánh bị gãy và cần thay thế. Mặc dù ánh sáng không cần thiết cho sự tăng trưởng hoặc phát triển, cụm san hô trưởng thành sẽ phát triển theo hướng có ánh sáng. Mục đích của việc này là không rõ ràng.

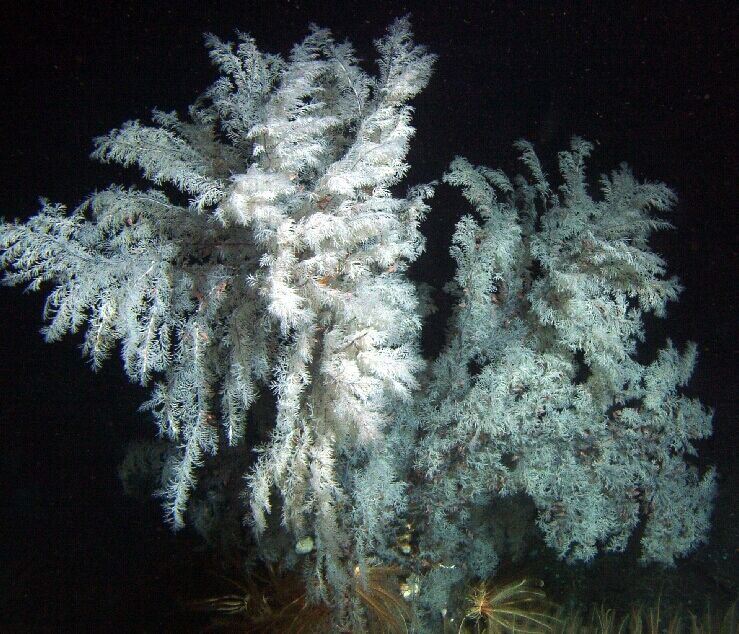
Antipathes dendrochristos mọc dưới độ sâu khoảng vài trăm mét dưới đáy đại dương

Không có nhiều thông tin về sự sinh sản hữu tính ở những loài san hô này. Sinh sản hữu tính xảy ra sau khi một cụm san hô xuất hiện, tạo ra trứng và tinh trùng. Chúng gặp nhau trong nước và tạo ra ấu trùng. Trong giai đoan này, san hô non sẽ trôi dạt theo cho đến khi nó tìm thấy một bề mặt mà nó có thể phát triển. Sau khi cắm xuống bề mặt, nó biến chất thành dạng polyp và tạo ra vật liệu xương để tự gắn vào đáy biển. Sau đó, nó sẽ bắt đầu nảy chồi, tạo ra polyp mới và cuối cùng thành một cụm san hô. Ở những nơi có điều kiện lý tưởng, các khóm san hô đen có thể phát triển cực kỳ dày đặc, tạo thành luống. Ở một số cây san hô đen được kiểm tra chặt chẽ, các cụm sẽ phát triển khoảng 6,4 cm (2,52 in) mỗi năm. Sinh sản hữu tính xảy ra sau 10 đến 12 năm sinh trưởng; sau đó khóm sẽ sinh sản hàng năm trong suốt phần đời còn lại của nó. Tỷ lệ polyp đực và cái là 1: 1, trong đó con cái sản xuất từ 1,2 triệu đến 16,9 triệu noãn bào. Một cây san hô lớn cao 1,8 m (5,91 ft) có tuổi đời từ 30 đến 40 năm.
Tuổi thọ tự nhiên ước tính của một cụm san hô đen trong dải sáng rõ là 70 năm. Tuy nhiên, vào tháng 3 năm 2009, các mẫu vật Leiopathes glaberrima khoảng 4.265 tuổi được tìm thấy ở độ sâu gần 300 đến 3.000 m (984 đến 9.840 ft), khiến chúng trở thành một trong những sinh vật sống lâu nhất trên trái đất. Các nhà nghiên cứu đã chỉ ra rằng "thời gian tồn tại của các cụm riêng lẻ theo thứ tự hàng nghìn năm."  Hiếm khi san hô đen phát triển quá lớn để chống đỡ trọng lượng của chính chúng và sụp đổ.

## Sử dụng và khai thác bởi con người

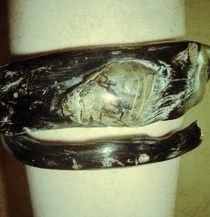
Vòng tay làm từ san hô đen

San hô đen trong lịch sử có liên quan đến các đặc tính thần bí và y học trong văn hóa Indonesia, Trung Quốc và Hawaii. Gần đây, chúng được khai thác để làm đồ trang sức. Nhiều người dân trên Ấn Độ Dương - Thái Bình Dương tin rằng san hô đen có khả năng chữa bệnh và chống ma quỷ nên đã chế tạo vòng cổ và vòng tay từ chúng; tuy nhiên, vì mềm chứ không cứng nên san hô đen không lý tưởng để làm đồ trang sức, khiến chúng dễ bị khô và vỡ. Nếu đun sôi san hô đen thật trong sữa sẽ phát ra mùi của một dược; cách này có thể được sử dụng để xác định xem mẫu san hô này có phải là hàng thật hay không.
Nghề đánh bắt san hô đen được nghiên cứu và quản lý tốt nhất ở Hawaii. Việc khai thác tại quần đảo này đã bắt đầu từ thập niên 1960. Ở Caribe, hoạt động khai thác thường được thực hiện để sản xuất đồ trang sức bán cho khách du lịch, và đã theo một chu kỳ bùng nổ và phá sản, nơi quần thể san hô mới được phát hiện và khai thác quá mức dẫn đến sự suy giảm nhanh chóng. Ví dụ, Cozumel, Mexico, nổi tiếng với các thảm san hô đen dày đặc được khai thác từ thập kỷ 1960 dẫn đến sự suy giảm quần thể san hô đen trên diện rộng. Bất chấp sự cải tiến trong quản lý ở Cozumel, bao gồm cả việc ngừng cấp giấy phép khai thác từ giữa thập niên 1990, quần thể san hô đen đã không thể phục hồi khi được đánh giá vào năm 2016. Việc vận chuyển trái phép san hô đen qua biên giới quốc tế là bất hợp pháp, vì chúng được liệt kê trong Phụ lục II của Công ước về thương mại quốc tế các loài động, thực vật hoang dã nguy cấp (CITES), nhưng vẫn có thể mua được.
Nhiều phương pháp khác nhau đã được sử dụng để làm trẻ hóa quần thể san hô đen nhanh hơn và hiệu quả hơn, song không có cách nào đủ hữu hiệu để phục hồi hoàn toàn.

## Mối đe dọa

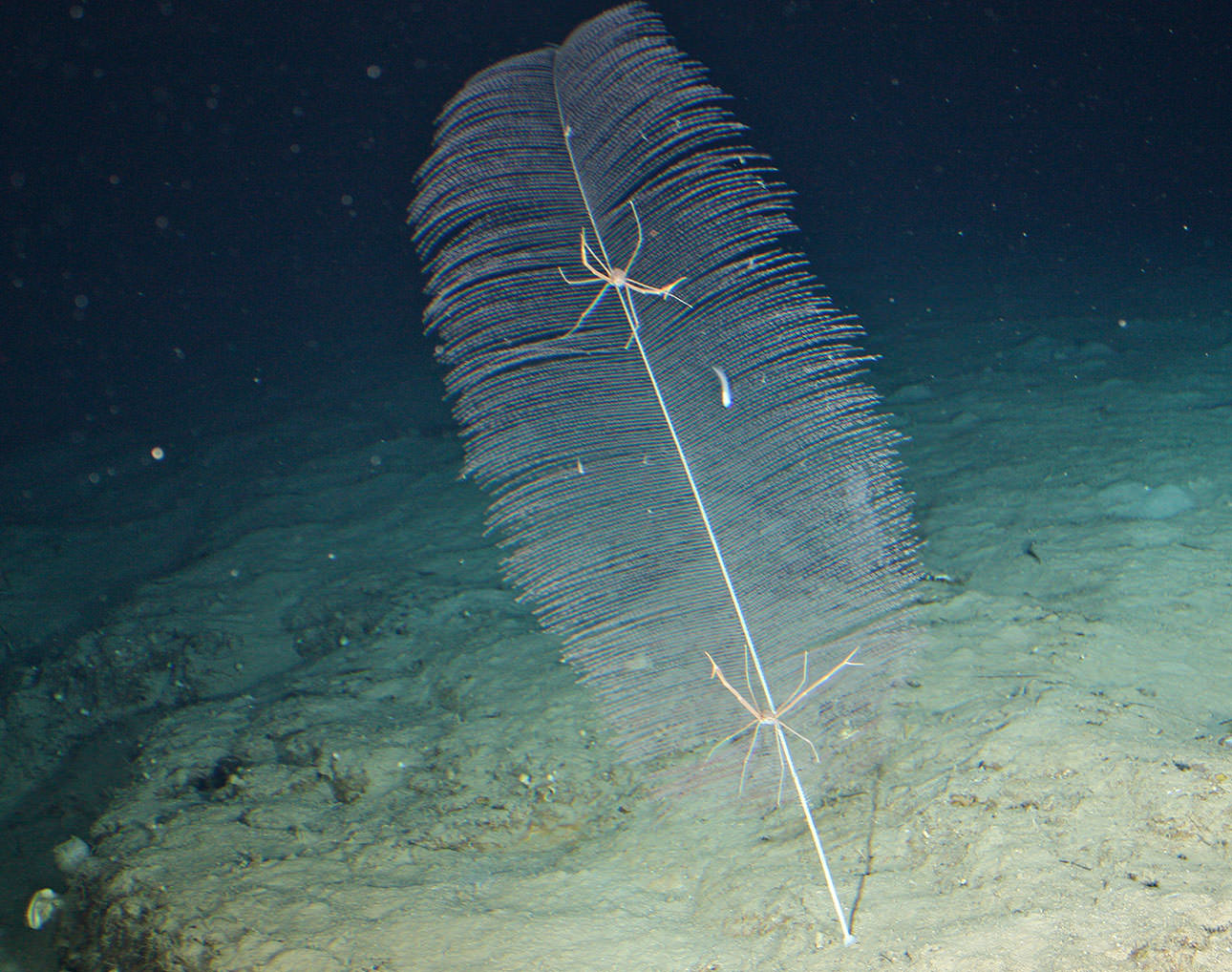
Một loài Bathypathes phát triển theo hình bàn chải

Dù san hô đen không xuất hiện trong Sách đỏ của IUCN, nhưng ngày nay vẫn có một số yếu tố đe dọa chúng. Mối đe dọa đơn lẻ lớn nhất là săn trộm - phần lớn hoạt động đánh bắt san hô đen được quản lý chặt chẽ, song vẫn có thị trường chợ đen cho san hô. Đặc biệt trên đảo nhiệt đới và Madagascar, thị trường san hô đen bị khai thác trái phép rất lớn. Do đánh bắt quá mức san hô trưởng thành, ở một số khu vực, gần 90% lượng san hô vẫn còn non (cao dưới 50 cm (19,7 in)).

Sự nóng lên toàn cầu là nguy cơ chính đối với san hô đen trên toàn thế giới, cũng như mọi loài san hô khác. Chúng hiếm khi xây dựng rạn san hô (khu vực bị đe dọa nhiều nhất), nhưng các mối đe dọa do biến đổi khí hậu gây ra như tẩy trắng san hô, nhiệt độ nước biển tăng, biến đổi dòng chảy dưới nước, biến đổi độ mặn và độ pH cũng ảnh hưởng đến san hô biển sâu. Các loài xâm lấn như Carijoa riisei, do con người đưa đến vùng biển Hawaii, có thể là mối đe dọa đáng kể đối với san hô đen.